# آتشکده میل‌میلگه
آتشکده میل‌میلگه یکی از آتشگاههای دوره ساسانی در ۳۲ کیلومتری جنوب شرقی شهر اسلام‌آباد غرب و در بخش حمیل در منطقه‌ای به نام منطقه میلگه و در حاشیه روستایی به نام میلگه باباخان قرار دارد. این اثر ارزشمند تاریخی یکی از آتشکده‌های دوره ساسانی است که همانند سایر آتشکده‌های آن دوره از مصالح لاشه سنگ و ملات گچ ساخته شده‌است.

## معماری
بررسی و مطالعه معماری آثار و بناهای دوره ساسانی به ویژه معماری مذهبی و ارزش‌های این نوع معماری و مصالح و عناصری که در آن‌ها به کار رفته می‌تواند به بسیاری از ابهامات و سوالات باستان‌شناسی پاسخ دهد. این بنای تاریخی که هسته اصلی و باقیمانده بنای بزرگتری است متشکل از چهار جرز سنگی است که در بخش داخلی آن نیز سکویی جهت قراردادن آتشدان و تعدادی پایه گچی و سنگی قرار دارد که در نوع خود بی نظیر و منحصر به فرد است. ارزش‌های معماری و بررسی عناصر به کار رفته در آن به مطالعه بیشتر در زمینه آئین‌های مذهبی دوره ساسانی کمک می‌کند. برای دسترسی به این چهارطاقی باید به سمت شهر سرمست حرکت کنیم و نرسیده به آن و با عبور از جاده‌ای فرعی و پشت سرگذاشتن روستاهای ترازک کسان و ترازک عبدالله به روستای میلگه سیاه سیاه باباخان می‌رسیم. درحاشیه روستا بقایای آتشکده‌ای ازدوران ساسانی وجود دارد که روی پشته‌ای کم ارتفاع بناگردیده و همانند دیگر آتشکده‌های این دوره ازقلوه سنگ و ملات گچ ساخته شده‌است. آنچه که امروزه ازاین آتشکده برجا مانده چهار جرز سنگی در کنار چهارپایه و ساقه ستون سنگی که دوتا از آنها سالم مانده و دوتای دیگر بسیار صدمه دیده‌اند.
پایه ستون‌ها مربع شکل و بسیار کوچکند و دو رج دارند. ساقه ستون‌ها هم در بخش میانی دارای ۳ ردیف تزیین طنابی شکل هستند. درمجموع بلندی این دوپایه و ساقه ستون کوچک ۶۵ سانتیمتراست و هر دوی آن‌ها از نظر شکل و اندازه بسیار جالب توجه هستند و شاید بتوان گفت از بسیاری از جهات منحصر به فردند. به نظر می‌رسد در زمان ساخت بنا دو پایهٔ دیگر هم وجود داشته که البته امروزه اثری از آن‌ها نیست ولی جایگاه و محل قرارگیری آن‌ها به روشنی دیده می‌شوند.

## نگارخانه

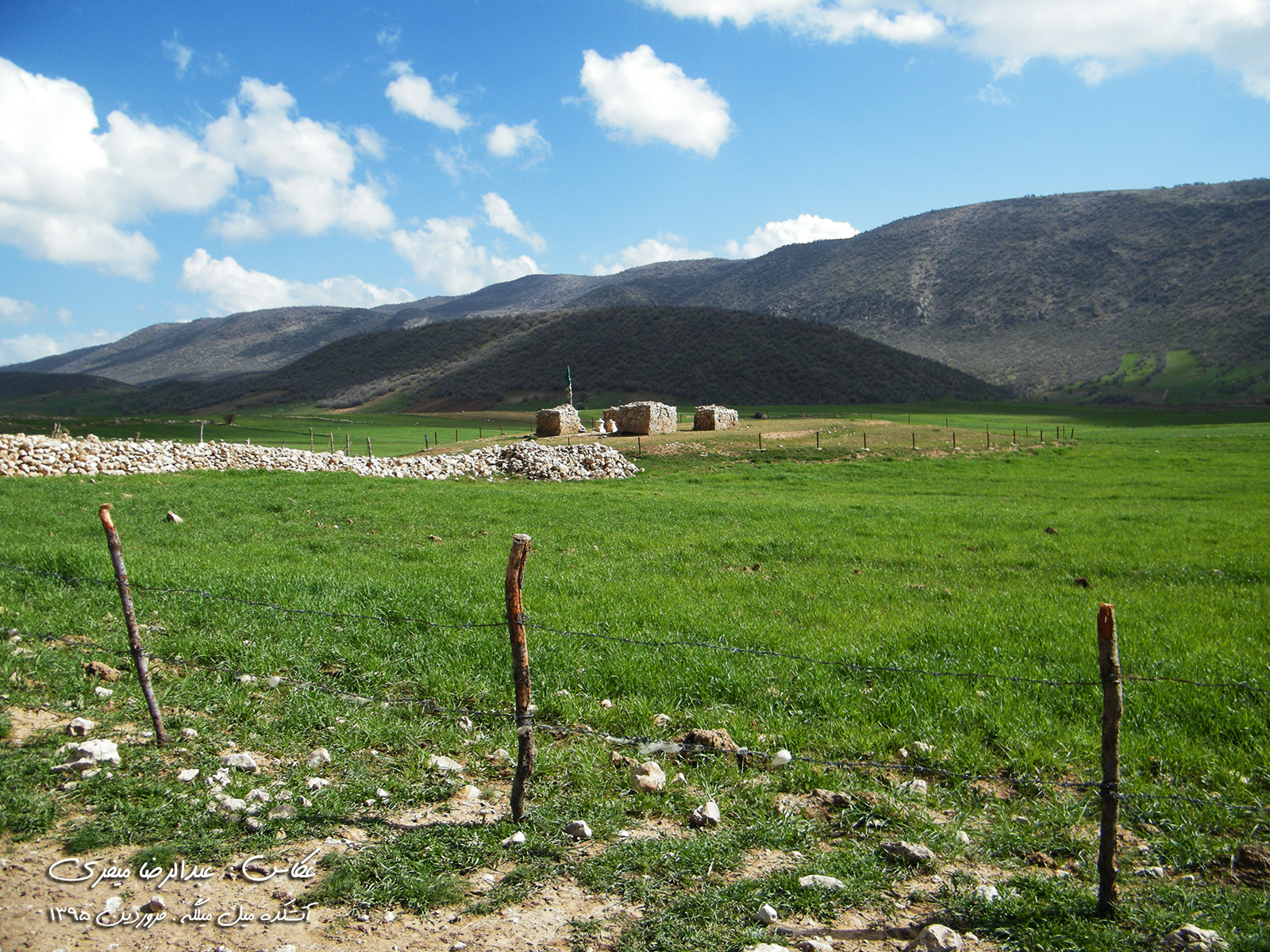
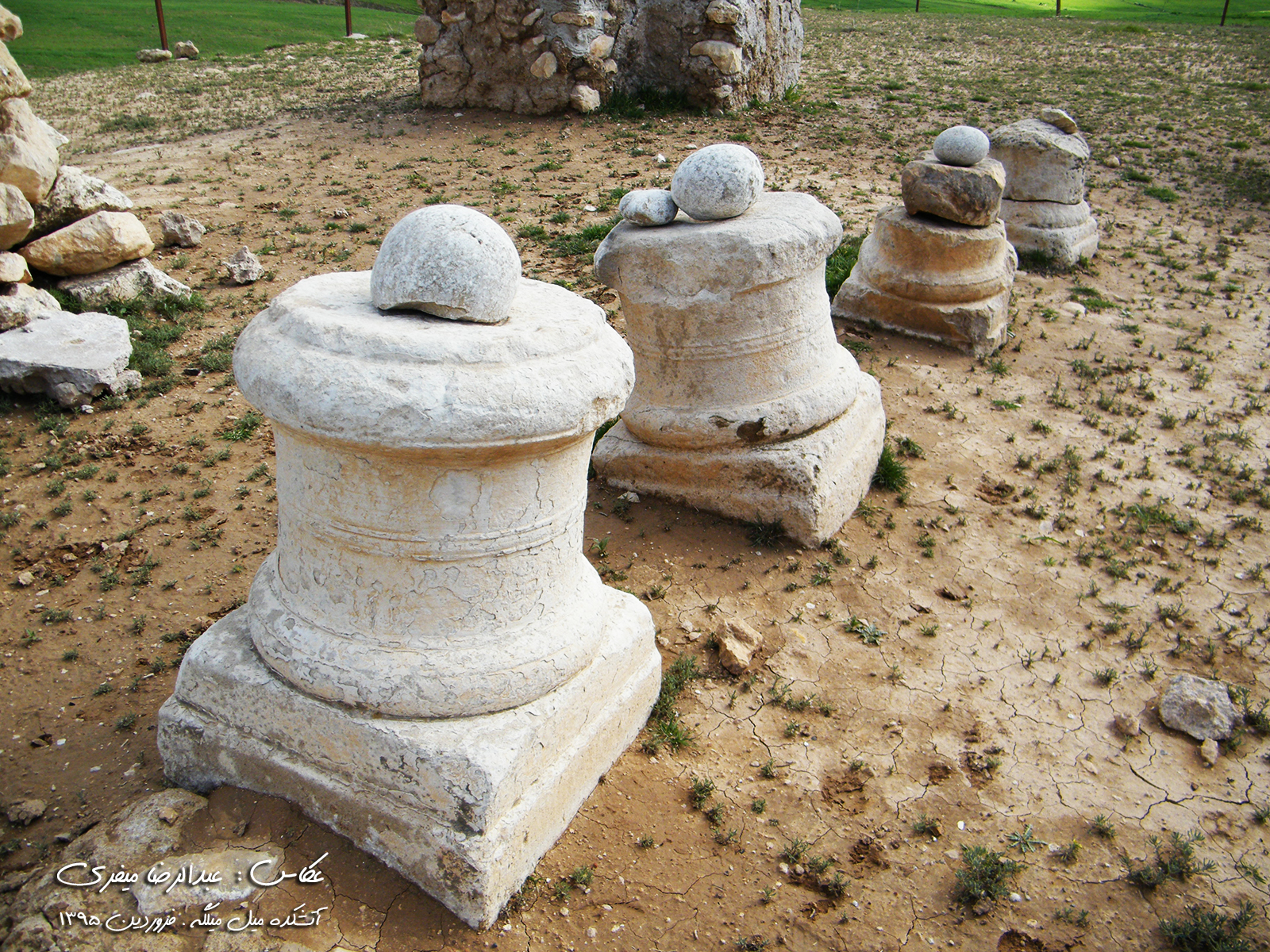
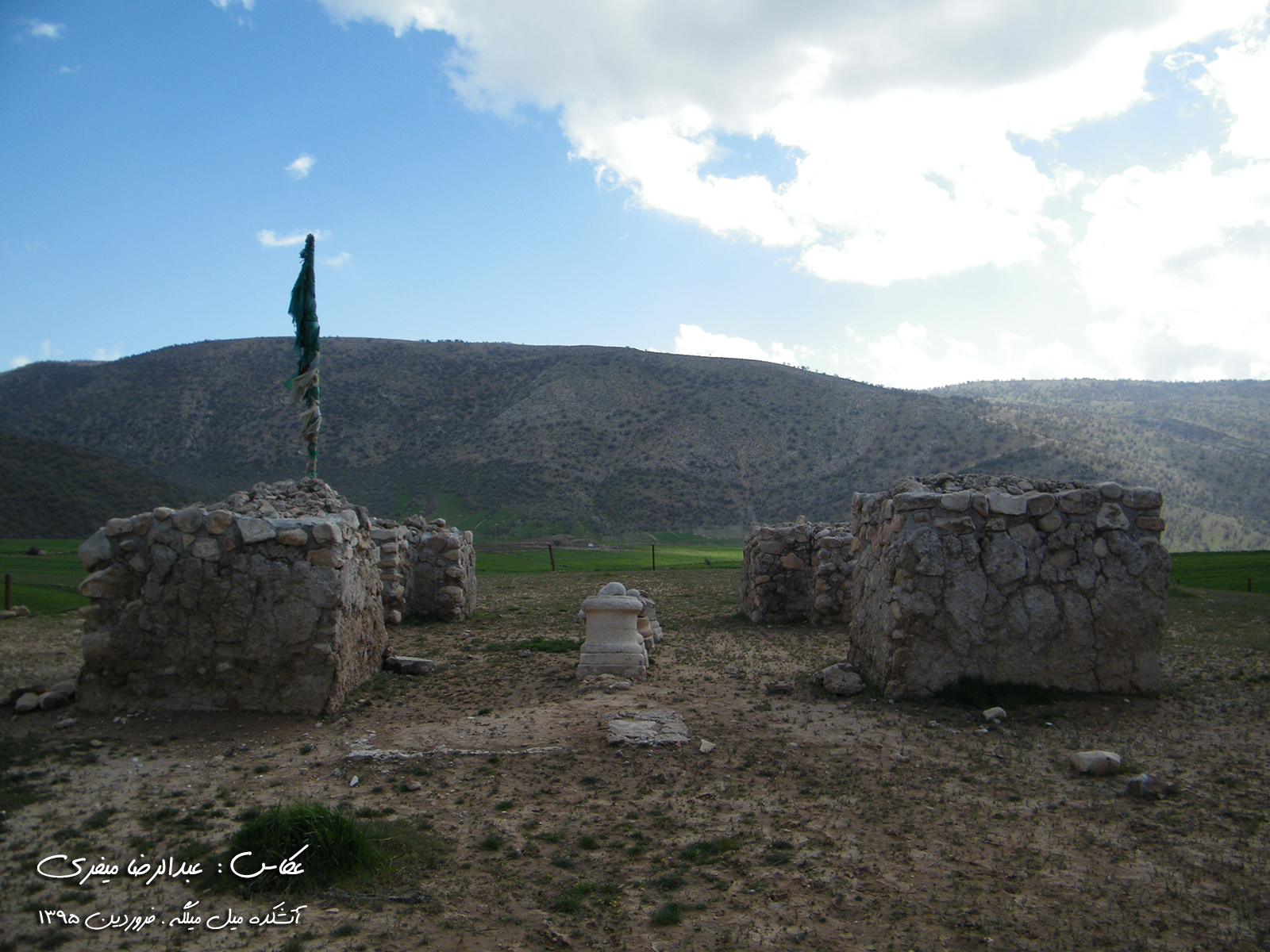
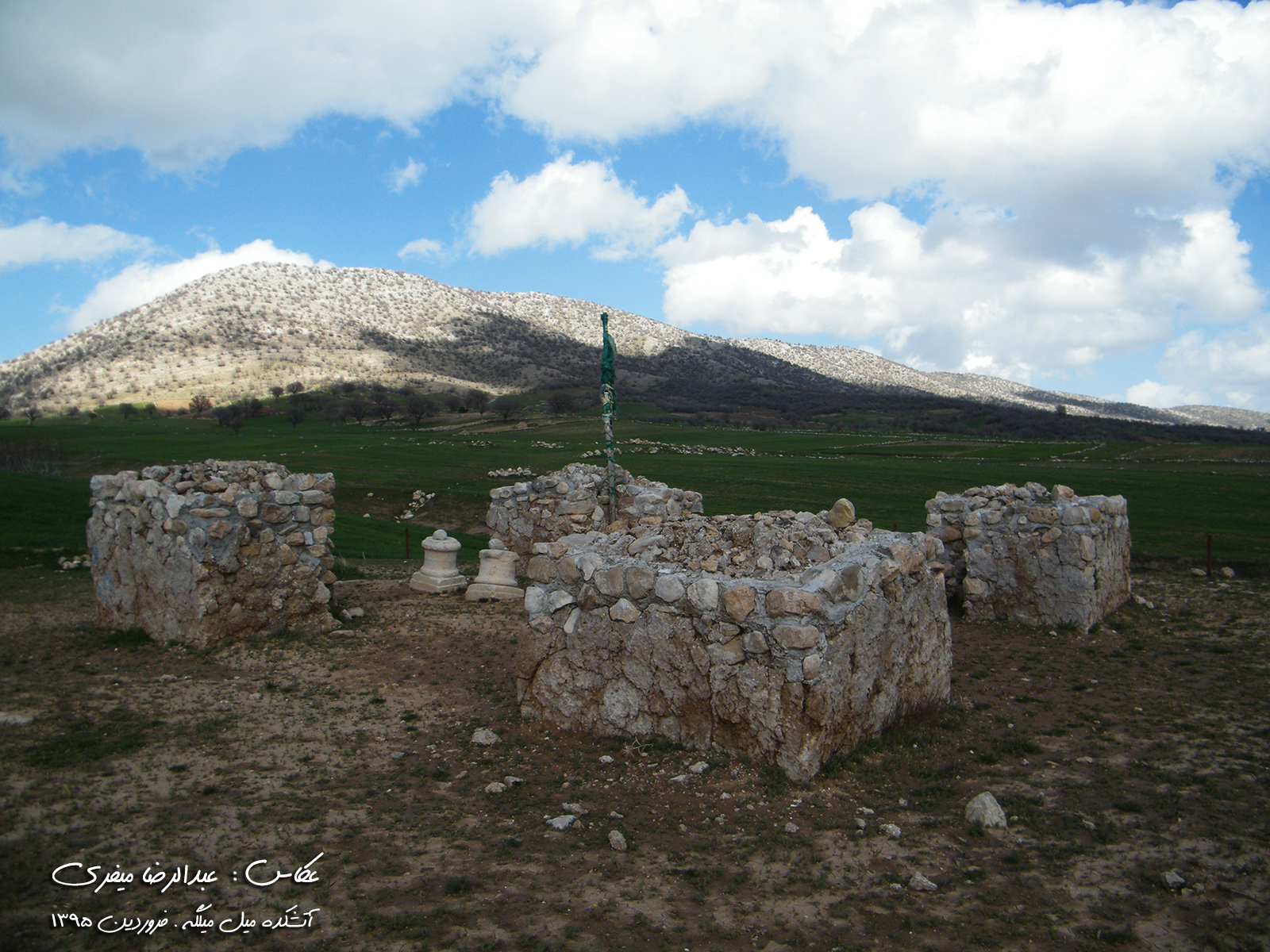